# Hugon Hanke
Hugon Hanke (26 marzo 1904 – 19 dicembre 1964) è stato un politico polacco, conosciuto per essere stato Primo Ministro in esilio della Polonia nel 1955 e per il suo ritorno nella nazione polacca governata dai comunisti mentre ricopriva la carica di Primo Ministro.

## Biografia
Fu coinvolto nella politica durante la Seconda Repubblica di Polonia, prima della seconda guerra mondiale. Fu membro attivo dell'Unione dei Lavoratori Cristiani (Chrześcijańskie Związki Zawodowe) e del Partito dei Lavoratori (Stronnictwo Pracy) in Slesia.
Durante la guerra servì come soldato dell'armata polacca ad ovest.
Dopo che il Primo Ministro in esilio Stanisław Mackiewicz lasciò la nazione, Hanke fu nominato suo successore dal Presidente August Zaleski, e rimase in carica dall'8 agosto al 10 settembre 1955.
Come il suo predecessore, lasciò Londra e si stabilì a Parigi.
Secondo molti documenti fu, prima dei ritorno in patria, un agente segreto dell'intelligence comunista per oltre tre anni.

## Governo di Hugon Hanke (8 agosto - 10 settembre 1955)
- Hugon Hanke - Primo Ministro
- Kazimierz Okulicz - Ministro della Giustizia
- Zygmunt Rusinek - Ministro dell'Emigrazione
- Stanisław Sopicki - Ministro del Tesoro e del Commercio
- Generale Michał Karaszewicz-Tokarzewski - Ministro della Difesa e Ispettore delle FOrze Armate
- Antoni Pająk - Ministro delle Opere del Congresso

| Controllo di autorità | VIAF (EN) 22021526 · ISNI (EN) 0000 0000 5089 9975 · LCCN (EN) nr94000745 · GND (DE) 1081104295 |